# Hexaspora pubescens
Hexaspora pubescens är en benvedsväxtart som beskrevs av Cyril Tenison White. Hexaspora pubescens ingår i släktet Hexaspora och familjen Celastraceae. Inga underarter finns listade.